# Todor Hristov Zhivkov
Todor Hristov Zhivkov (tiếng Bulgaria: Тодор Христов Живков)) (7 tháng 9 năm 1911 - 5 tháng 8 năm 1998) là nguyên thủ quốc gia cộng sản đầu tiên của nước Cộng hòa Nhân dân Bulgaria từ ngày 4 tháng 3 năm 1954 cho đến ngày 10 tháng 11 năm 1989.
Ông trở thành Bí thư thứ nhất của Đảng Cộng sản Bulgaria vào năm 1954 và vẫn duy trì chức vụ này trong 35 năm, cho đến năm 1989, do đó ông trở thành nhà lãnh đạo phục vụ lâu nhất của bất kỳ quốc gia Khối Đông Âu, và một trong những người lãnh đạo không phải là hoàng gia trong lịch sử. Thời kỳ cầm quyền của ông đánh dấu một giai đoạn ổn định chính trị và kinh tế chưa từng có cho Bulgaria, đánh dấu bằng sự kiện Bulgaria đi theo Liên Xô và một mong muốn mở rộng quan hệ với phương Tây. Sự lãnh đạo của ông vẫn không bị thách thức cho đến khi sự suy thoái của các mối quan hệ Đông-Tây trong những năm 1980, khi tình trạng kinh tế trì trệ, một hình ảnh quốc tế xấu đi và sự ham quyền cố vị gia tăng và tình trạng tham nhũng ở Cộng hòa Nhân dân Bulgaria làm suy yếu vị trí của ông. Ông từ chức vào ngày 10 tháng 11 năm 1989, dưới áp lực của các thành viên cấp cao của Đảng Cộng sản Bulgaria do ông từ chối công nhận vấn đề và đối phó với các cuộc biểu tình công chúng. Chỉ hai tháng sau đó, trong tháng 1 năm 1990, Cộng hòa Nhân dân Bulgaria và hệ thống Cộng sản Đông Âu chấm dứt tồn tại.